# 江平镇
江平镇是中华人民共和国广西壮族自治区防城港市东兴市下辖的一个镇。

## 歷史
江平古稱江坪。由於北方有山與其餘陸地隔絕，早期比較容易由水路到達，最早移住此地者為越南的京族人。歷史上也長期由越南實施管理，屬於一種飛地。1897年清朝與法屬印度支那劃界時劃歸中國。至今仍有為數不少的京族在此居住。

## 行政区划
江平镇下辖以下社区和行政村：
城南社区、城北社区、万尾村、江龙村、吒祖村、长山村、潭吉村、横隘村、班埃村、交东村、山心村、黄竹村、榕树头村、思勤村、那漏村、贵明村和巫头村。